# Nậm Lạnh
Nậm Lạnh là một xã thuộc huyện Sốp Cộp, tỉnh Sơn La, Việt Nam.

## Địa lý
Xã Nậm Lạnh là xã biên giới của huyện Sốp Cộp, có vị trí địa lý:
- Phía Bắc giáp xã Dồm Cang và xã Sốp Cộp
- Phía Nam giáp nước CHDCND Lào
- Phía Đông giáp xã Mường Và
- Phía Tây giáp xã Mường Lèo.

Xã Nậm Lạnh có diện tích 160,69 km², dân số năm 2019 là 3.187 người, mật độ dân số đạt 20 người/km².
Chảy dọc theo xã là dòng Nậm Lạnh, là một suối thuộc lưu vực của sông Mã, khởi nguồn từ dãy núi Pá Lông cao trên 1.600 m ở phía tây của xã, chảy về hướng đông bắc và đến xã Sốp Cộp thì hợp lưu với các dòng Nậm Công và Nậm Ca.

## Hành chính
Xã Nậm Lạnh được chia thành 12 bản: Púng Tòng, Lạnh, Cang, Lọng Tòng, Phổng, Cang Kéo, Hua Lạnh, Huổi Hịa, Bánh Han, Nậm Lạnh, Điểm Nậm Căn, Pá Vai.

## Cửa khẩu Nậm Lạnh
Ngày 9/7/2019 giới chức hai tỉnh Sơn La và Hủa Phăn CHDCND Lào khai trương cặp cửa khẩu phụ Nậm Lạnh - Muang Peu (Mường Pợ) để tạo điều kiện thuận lợi cho nhân dân hai nước đi lại, trao đổi hàng hóa nói chung, và đối với hai huyện Sốp Cộp - Muang Xon (Mường Xon) nói riêng..
Đường tỉnh 105 được phát triển đến Cửa khẩu Nậm Lạnh 20°49′15″B 103°28′32″Đ / 20,820822°B 103,47559°Đ để tạo thuận lợi cho lưu thông. Đoạn đường từ thị trấn huyện lỵ Sốp Cộp đến cửa khẩu dài cỡ 31 km.